# Dreaming Out Loud
Dreaming Out Loud là album đầu tay của nhóm nhạc pop/rock nước Mĩ OneRepublic. Album được sản xuất bởi Greg Wells, Timbaland và trưởng nhóm Ryan Tedder, trong đó có 2 ca khúc được dàn dựng và phối khí bởi Joe Zook. Album phát hành vào ngày 20 tháng 11 năm 2007, dù có nhiều ca khúc trong album đã bị "rò rỉ" trên mạng trước đó cả tháng so với ngày phát hành chính thức. Album đã đạt được thành công rất lớn trên MySpace, cộng đồng mạng nơi nhóm đã tham gia và xuất hiện trên MySpace Music's Top Artists từ đầu năm 2006, với hơn 30 triệu lượt nghe.
Được phát hành ở nhiều quốc gia như Mĩ, Úc, Áo, Anh, Canada, New Zealand và Tây Ban Nha, Dreaming Out Loud đã được chứng nhận Vàng của RIAA và ngày 7 tháng 3 năm 2008 và nhanh chóng đạt đĩa Bạch kim. Album cũng đã bán được hơn 1.455.932 bản trên toàn thế giới.
Đĩa đơn đầu tiên của album là "Apologize", cả bản gốc của nhóm lẫn bản remix của Timbaland. Đĩa đơn tiếp theo "Stop and Stare" phát hành ngày 3 tháng 3 năm 2008 ở Anh. Đĩa đơn thứ ba "Say (All I Need)" phát hành vào tháng 6 năm 2008. Tiếp theo đó vào tháng 9 năm 2008, nhóm phát hành đĩa đơn thứ tư, "Mercy". Video chính thức cho "Mercy" phát hành ở Anh vào ngày 15 tháng 8 năm 2008, trên kênh ca nhạc 'Q'. Video đen trắng mô tả OneRepublic đang biểu diễn bài hát trên bãi biển. "Come Home", đĩa đơn cuối cùng sẽ phát hành để tặng cho American Soldiers, được hát cùng Sara Bareilles. "All We Are" đã được dùng trong quảng cáo của kênh HBO (2009).

## Các ca khúc
Các ca khúc được viết bởi OneRepublic nếu không chú thích.
1. "Say (All I Need)" - 3:50
2. "Mercy" - 4:00
3. "Stop and Stare" - 3:43
4. "Apologize" - 3:28
5. "Goodbye, Apathy" - 3:32
6. "All Fall Down" - 4:04
7. "Tyrant" - 5:03
8. "Prodigal" - 3:55
9. "Won't Stop" - 5:03
10. "All We Are" - 4:28
11. "Someone to Save You" - 4:15
12. "Come Home" - 4:27

Ca khúc Bonus
1. "Apologize (Timbaland Remix)" (Timbaland presents OneRepublic) (Tim Mosley, Ryan Tedder) - 3:05 (Ca khúc bonus ẩn)

iTunes bonus tracks
1. "Stop and Stare" (video trực tiếp) - 4:31
2. "Apologize" (video trực tiếp) - 3:39
3. "All Fall Down" (video trực tiếp) - 4:15[5]

Các bài hát bị "leak"
1. "All We Are" (phiên bản gốc) - 4:02
2. "Too Easy" - 3:10 (có trong "Stop and Stare" 3 Hit Pack trên iTunes)
3. "Trap Door" - 3:51

Các ca khúc mở rộng trên iTunes
1. "Say (All I Need)" - 3:50
2. "Mercy" - 4:00
3. "Stop and Stare" - 3:43
4. "Apologize" - 3:28
5. "Goodbye, Apathy" - 3:32
6. "All Fall Down" - 4:04
7. "Tyrant" - 5:03
8. "Prodigal" - 3:55
9. "Won't Stop" - 5:03
10. "All We Are" - 4:28
11. "Someone to Save You" - 4:15
12. "Come Home" - 4:27
13. "Dreaming Out Loud" - 4:39
14. "Something's Not Right Here" - 3:02 (UK Only Track)
15. "Apologize (Timbaland Remix) (Tim Mosley, Ryan Tedder) - 3:04

## Thời gian phát hành
| Khu vực     | Ngày                 |
| ----------- | -------------------- |
| Hoa Kỳ      | 20 tháng 11 năm 2007 |
| Đức         | 7 tháng 12 năm 2007  |
| Úc          | 8 tháng 2 năm 2008   |
| Brasil      | 15 tháng 2 năm 2008  |
| Anh         | 10 tháng 3 năm 2008  |
| Ý           | 14 tháng 3 năm 2008  |
| Tây Ban Nha | 1 tháng 4 năm 2008   |

## Bảng xếp hạng
| BXH (2007/2008)                | Vị trí | Bán được | Chứng nhận |
| ------------------------------ | ------ | -------- | ---------- |
| Australian Albums Chart        | 4      | 35.000   | Vàng       |
| Austrian Albums Chart          | 14     | 15.000   | Vàng       |
| Canadian Albums Chart          | 24     | 40.000+  | Vàng       |
| Danish Albums Chart            | 5      |          |            |
| Dutch Albums Chart             | 71     |          |            |
| European Top 100 Albums        | 4      |          |            |
| French Albums Chart            | 76     |          |            |
| German Albums Chart            | 7      | 100.000+ | Vàng       |
| Greek Albums Chart             | 20     |          |            |
| Irish Albums Chart             | 4      |          |            |
| Italian Albums Chart           | 29     |          |            |
| New Zealand RIANZ Albums Chart | 3      |          |            |
| Poland Albums Chart            | 32     |          |            |
| Spanish Albums Chart           | 55     |          |            |
| Swedish Albums Chart           | 49     |          |            |
| Swiss Albums Chart             | 8      |          |            |
| UK Albums Chart                | 2      |          |            |
| U.S. Billboard 200             | 14     | 834.762+ | Vàng       |